# T.C.H. Jacobs
Pour les articles homonymes, voir Jacobs.
Thomas Curtis Hicks Jacobs, né le 30 décembre 1899 à  Plymouth, dans le comté du Devon, et mort à Londres en 1976, est un auteur britannique de roman policier, de roman western et de roman d’espionnage qu’il signe toujours T.C.H. Jacobs ou des pseudonymes Jacques Pendower, Tom Curtis et Penn Dower. Sous les pseudonymes Kathleen Carstairs, Helen Howard, Marilyn Pender et Anne Penn, il a aussi publié des romans d'amour.

## Biographie
Fils d’un négociant en papier et en matériel d’imprimerie, son véritable nom est bien Thomas Curtis Hicks Jacobs, même si plusieurs sources soutiennent qu’il se nommait Jacques Pendower, l’un de ses pseudonymes.
Il fait ses études dans sa ville natale de Plymouth. Dès l’âge de 16 ans, il publie de courts récits westerns. En 1917, juste avant la fin de la Première Guerre mondiale, il s’enrôle dans l’armée britannique. Il est fait prisonnier en 1918, mais réussit à s'évader. Il ne sera démobilisé qu’en 1921 avec le grade de second lieutenant.
Il se marie en 1925. Il écrit ses romans la nuit et travaille le jour comme inspecteur des douanes jusqu’en 1950. Après cette date, il se consacre uniquement à l’écriture.
Son premier roman, The Terror of Torlands, paraît en 1930. Il atteint la célébrité avec une série de whodunits classiques, qui lorgnent parfois vers l’espionnage, de l’inspecteur-chef Barnard. De cette série, le roman Traitor Spy est adapté sous le même titre au cinéma en 1939. Il signe en parallèle deux autres séries : des récits d’espionnage, matinés d’aventures, ayant pour héros le justicier Temple Fortune, secondé par Sailor Mulligan, et les enquêtes du superintendant John Bellamy. De cette dernière série, le roman The Broken Alibi (1957) est fondé sur l'histoire authentique de l'assassinat d'un joncteur du réseau de chemin de fer à Brighton. À la même époque, dans la seconde moitié des années 1950, T.C.H. Jacobs fait d'ailleurs paraître des ouvrages de criminologie relatant des causes criminelles célèbres.
Sous le pseudonyme de Jacques Pendower, il signe des romans d’espionnage, dont quelques-uns mettent en scène l’agent Slade McGinty. Sous les pseudonymes de Tom Curtis et Penn Dower, il donne plusieurs romans westerns et, sous ses pseudonymes féminins, une douzaine de romans sentimentaux.
En 1953, il est l’un des membres fondateurs du Crime Writers Association (en), dont il assure la présidence en 1960-1961.

## Œuvre

### Romans

#### SérieInspecteur-chef Barnard
- Scorpion’s Trial (1934)
- The Kestrel House Mystery (1934)
- Sinister Quest (1934)
- The 13th Chime (1935)
- Silent Terror (1936)
- The Laughing Man (1937)
- Identity Unknow (1938)
- Traitor Spy (1939)
- Brother Spy (1940)
- The Broken Knife (1941)
- Reward for Treason (1944)
- The Black Box (1946)

#### SérieTemple Fortune
- Dangerous Fortune (1949)
- The Red Eyes of Kali (1950)
- Lock the Door, Mademoiselle (1951) Publié en français sous le titre Fermez la porte, mademoiselle, Paris, Librairie des Champs-Élysées, coll. Espionnage 1re série no 17, 1960
- Blood and Sun-Tan (1952)
- Lady, What’s Tour Game? (1952)
- No Sleep for Elsa (1953)
- Good Knight, Sailor (1954)
- Death in the Mews (1955)
- Deadly Race (1958)
- Target for Terror (1961) Publié en français sous le titre Une jolie cible, Paris, Presses internationales, coll. Inter-Espions no 35, 1961
- Murder Market (1962)
- Danger Money (1963)
- Final Payment (1965)
- Ashes in the Cellar (1966)
- Sweet Poison (1966)
- Death of a Scoundrel (1967)
- Wild Week-end (1967)
- The Black Devil (1969)
- House of Horror (1969)

#### Série policièreJohn Bellamy
- The Grensen Murder Case (1943)
- The Curse of Katra (1947)
- With What Motive? (1948)
- Results of an Accident (1955)
- The Broken Alibi (1957)
- Black Trinity (1959)
- Women Are Like That (1960)

#### Autres romans
- The Terror of Torlands (1930)
- The Bronkhorst Case ou Documents of Murder (1931)
- Appointment with the Hangman (1936)
- Guns for Hire (1952)
- Lone Adventure (1953)
- Perilous Quest (1953)
- Danger Riders (1954)
- The Fourth Man (1954)
- The Woman Who Wait (1954) Publié en français sous le titre La Femme qui attendait, Paris, Librairie des Champs-Élysées, coll. Espionnage 1re série no 22, 1960
- Cause for Suspicion (1956) Publié en français sous le titre Valérie s’énerve, Paris, Librairie des Champs-Élysées, Le Masque no 725, 1961
- Let Him Stay Dead (1961)
- The Red Net (1962) Publié en français sous le titre Opération Pigalle, Paris, Presses internationales, coll. Inter-Espions no 37, 1962
- The Secret Power (1963)
- The Elusive Monsieur Drago (1964)
- The Tattooed Man (1971)
- Security Risk (1972)

#### Série d’espionnageSlade McGintysignée Jacques Pendower
- The Prefect Wife (1962)
- Operation Carlo (1963)
- Master Spy (1964)
- Sinister Talent (1964)
- Traitor’s Island (1967)

#### Autres romans signés Jacques Pendower
- The Dark Avenue (1955)
- Hunted Woman (1955) Publié en français sous le titre Vous ne mourrez pas, Angela, Paris, Librairie des Champs-Élysées, coll. Service secret no 5, 1964
- Mission in Tunis (1958)
- The Long Shadow (1959) Publié en français sous le titre Bien travaillé, Dave !, Paris, Librairie des Champs-Élysées, Charles Exbrayat/Espionnage. 1964
- Anxious Lady (1960)
- Betrayed ou The Widow from Spain (1961)
- Death on the Moor (1962)
- Spy Business (1965)
- Out of This World (1966)
- Try Anything Once (1967)
- A Trap for Fools (1968)
- The Golden Statuette (1969)
- Diamonds for Danger (1970)
- She Came By Night (1971)
- Cause for Alarm (1971) Publié en français sous le titre Le Testament de la colère, Paris, Éditions mondiales, coll. Intimité no 325, 1973
- Date With Fear (1974)

#### Signés Tom Curtis
- Bandit Gold (1953)
- Gunman’s Glory (1954)
- Trail End (1954)
- Border Justice (1955)
- Frontier Mission (1955)
- Phantom Marshal (1957)
- Gun Business (1958)
- Lone Star Law (1959)

#### Signés Penn Dower
- Lone Star Ranger (1952)
- Bret Malone, Texas Marshal (1953)
- Gunsmoke Over Alba (1953)
- Indian Moon (1954)
- Texas Stranger (1954), une première version est parue dès 1950 sous la signature T.C.H. Jacobs
- Malone Rides In (1955)
- Desparate Venture (1956)
- Two-Gun Marshal (1956)
- Guns in Vengeance (1957)
- Frontier Marshal (1958)
- Bandit Brothers (1964)

#### Signés Kathleen Carstairs
- It Began in Spain (1960) Publié en français sous le titre L’aventure commence en Espagne, Paris, Éditions mondiales, coll. Intimité no 98, 1961
- Third Time Lucky (1962)
- Shadows of Love (1966)

#### Signés Helen Howard
- Poisoned Love (1960)
- Ladder of Love (1966)

#### Signés Marilyn Pender
- Tangled Destinies (1958)
- The Devouring Flame (1960)
- The Golden Vision (1962)
- Rebel Nurse' (1962)
- Dangerous Love (1966)
- All That Glitters (1970)

#### Signés Anne Penn
- Dangerous Delusion (1960)
- Prove Your Love (1961)
- Mystery Patient (1966)

### Nouvelles
- Call Scotland Yard (1956)
- In Full View (1969), signée Jacques Pendower
- Photographer’s Model (1973)
- Lucky Blonde (1973)
- In the Surgery (1973), signée Jacques Pendower

### Ouvrages de criminologie
- Cavalcade of Murder (1955)
- Pageant of Murder (1956)
- Aspects of Murder (1956)

## Adaptations

### À la radio
- The Grensen Murder Case (1946), pièce radiophonique écrite par l'auteur d'après son roman homonyme

### Au cinéma
- 1939 : Traitor Spy, film britannique de Walter Summers, d’après le roman homonyme, avec Bruce Cabot

## Sources
- Jacques Baudou et Jean-Jacques Schleret, Le Vrai Visage du Masque, vol. 1, Paris, Futuropolis, 1984, 476 p. (OCLC 311506692), p. 255-256.
- (en) John M. Reilly (Ed.), Twentieth-century crime and mystery writers, New York, St. Martin's Press, coll. « Twentieth-century writers of the English language », 1982 (réimpr. 1991), 2e éd., 1568 p. (ISBN 978-0-312-82417-4, OCLC 6688156), p. 498-500.